# Inperspective
Inperspective – EPka norweskiej grupy Theatre of Tragedy, zawierająca starsze utwory zespołu. Została wydana przez Massacre Records w 2001 roku.

## Lista utworów
| Nr | Tytuł utworu                                | Długość |
| -- | ------------------------------------------- | ------- |
| 1. | „Samantha”                                  | 04:11   |
| 2. | „Virago”                                    | 05:19   |
| 3. | „Lorelei” (Icon of Coil remix)              | 05:48   |
| 4. | „The Masquerader and Phoenix” (Phoenix mix) | 05:33   |
| 5. | „On Whom the Moon Doth Shine” (Unhum mix)   | 05:17   |
| 6. | „Der Tanz der Schatten” (Club mix)          | 05:16   |
|    |                                             | 31:24   |